# Cyobius wallacei
Cyobius wallacei là một loài bọ cánh cứng trong họ Bọ hung (Scarabaeidae).